# Elsie (Michigan)
Elsie – wieś w Stanach Zjednoczonych, w stanie Michigan, w hrabstwie Clinton.